# Arjona tuberosa
Arjona tuberosa es una especie   de planta fanerógama  perteneciente a la familia Schoepfiaceae.  Es originaria de Argentina y Chile.

## Distribución
Vive en Buenos Aires, Córdoba, La Pampa, Mendoza, Neuquén y Río Negro. Rara en el área serrana, solamente en pastizales degradados por sobrepastoreo.

## Taxonomía
Arjona tuberosa fue descrita por Antonio José de Cavanilles y publicado en Icones et Descriptiones Plantarum iv. 57. t. 383 1797.
Sinonimia
- Arjona apressa Phil.
- Arjona tuberosa var. lanata Macloskie
- Arjona tuberosa var. patagonica A.DC.
- Arjona tuberosa var. tuberosa
- Quinchamalium patagonicum Spreng.[3]